# Emeraude Toubia

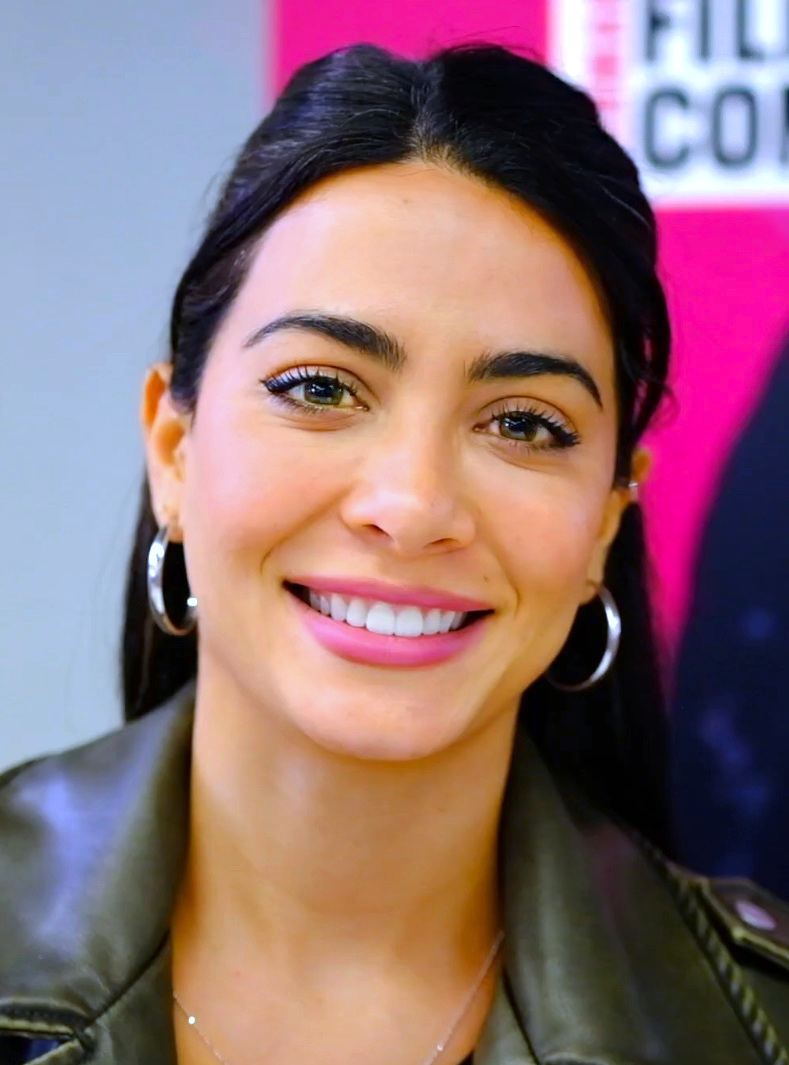
Emeraude Toubia im Jahr 2024

Emeraude Toubia (* 1. März 1989 in Montreal, Kanada) ist eine kanadisch-amerikanische Schauspielerin, Moderatorin und Model.

## Leben und Karriere
Emeraude Toubia wurde im März 1989 in Montreal geboren und wuchs in Brownsville, Texas, Vereinigte Staaten auf. Sie ist mexikanischer und libanesischer Abstammung.
Toubias Karriere begann im Alter von zehn Jahren, als sie durch eine Fernsehsendung führte. Darüber hinaus nahm sie an mehrere Schönheitswettbewerben teil und wurde unter anderem zur Miss South Texas, RGV Miss America, Miss Teen Brownsville und Miss Texas USA 2010 gekrönt.
Bekanntheit erlangte Toubia 2008 durch ihre Teilnahme an der zweiten Staffel der Univision-Realityshow Nuestra Belleza Latina, die sie als Zweitplatzierte verließ. Durch die Show erhielt sie Werbekampagnen für Marken wie Maybelline, J.C. Penney, State Farm, Garnier, Sony und AT & T. Zur selben Zeit begann sie eine Schauspielausbildung. 2009 nahm sie an der zweiten Staffel der Castingshow Model Latina teil und belegte den 5. Platz.
Im Jahr 2010 gab Toubia ihr Schauspieldebüt. In den nächsten vier Jahren war sie vermehrt in Nebenrollen in venezolanischen Telenovelas zu sehen. Von 2016 bis 2019 verkörperte Toubia die Rolle der Isabelle Lightwood in der Freeform-Fernsehserie Shadowhunters. Die Serie basiert auf der Romanreihe Chroniken der Unterwelt von Cassandra Clare.
Seit 2011 führt Toubia eine Beziehung mit dem Sänger Prince Royce, die jedoch erst im April 2016 offiziell bestätigt wurde. Sie heirateten am 30. November 2018 in San Miguel de Allende, Mexiko. Das Paar lebt in Studio City, Los Angeles.

## Filmografie
- 2010: Aurora – Gran lanzamiento (Telenovela)
- 2013: 11-11: En mi cuadra nada cuadra (Telenovela, 75 Episoden)
- 2014: Cosita Linda – Conoce en la perfumeria (Telenovela)
- 2014: Voltea pa' que te enamores (Telenovela, 29 Episoden)
- 2016–2019: Shadowhunters (Fernsehserie, 55 Episoden)
- 2019: Love in the Sun (Fernsehfilm)
- 2020: Acting for a Cause (Fernsehserie, Episode 3x03 Ferris Bueller's Day Off)
- 2021: Holiday in Santa Fe (Fernsehfilm)
- 2021–2023: With Love (Fernsehserie, 11 Episoden)
- 2023: The Ballad of a Hustler
- 2025: Rosario